# SBBカーゴRe484形電気機関車

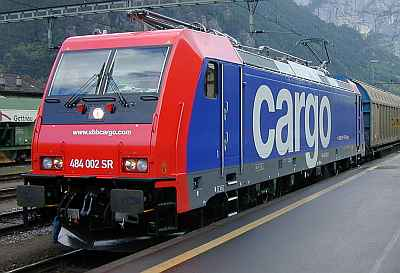
Re484 002号機、ゲシェネン駅、貨物列車を牽引

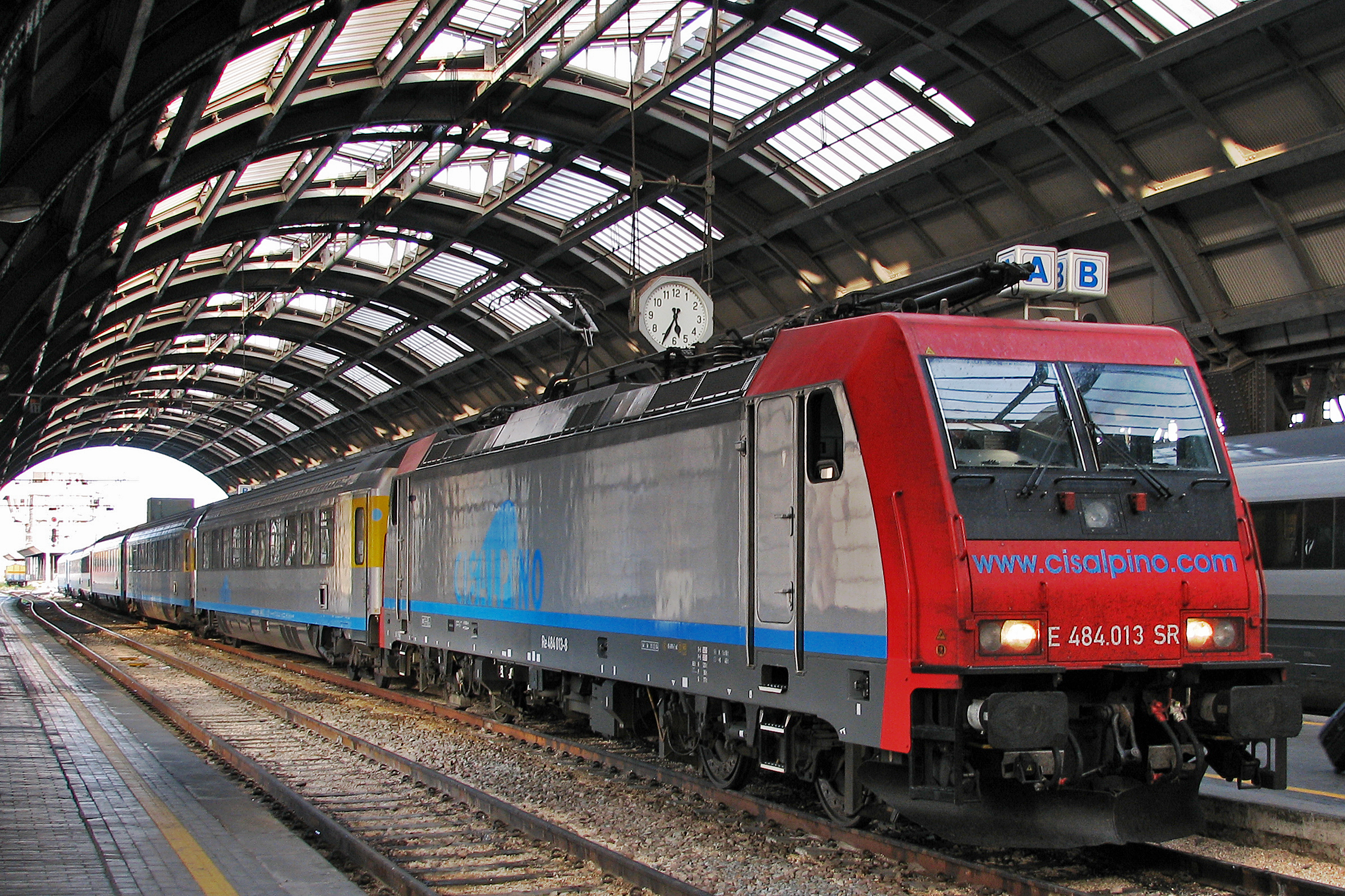
Re484 013号機、チザルピーノ塗装機、バーゼル駅、ミラノ行きユーロシティを牽引

SBBカーゴRe484形電気機関車(SBBカーゴRe484がたでんきかんしゃ)は、スイスのスイス連邦鉄道（SBB: Schweizerische Bundesbahnen、スイス国鉄）の貨物輸送部門であるSBBカーゴで使用されている電気機関車である。

## 概要
スイス国鉄では、Lok2000シリーズの高速高性能旅客貨物両用機であるRe460形の後継となるドイツ乗り入れ可能なゴッタルドルート用の貨物用機を探しており、Re460形を多電源化したRe462形の導入計画もあったがその価格がネックとなっていたため、ボンバルディア・トランスポーテーションがドイツ鉄道の貨物輸送部門用に185.1形として開発した安価な複数国対応機であるTRAXXシリーズのTRAXX 1プラットフォームを使用したF140 AC1型をスイス乗入仕様とした機体を2002年以降Re482形として50両を発注して2003年までに35両の導入を進めていた。さらに、SBBカーゴでは貨物列車運行のさらなる効率化を図るために並行してイタリア乗入用の複数国対応機を導入することとなり、TRAXXシリーズの新しい4電源兼用プラットフォームであるTRAXX 2プラットフォームを使用したF140 AC2型をRe484形として導入したものが本機であり、シーメンス社のユーロスプリンターシリーズの4電源対応機であるES 64 F4プラットフォームを使用したものがRe474形であるが、すでにRe482形やRe421形といったドイツ乗入対応機が充足していたため、コスト面を考慮してドイツ、オーストリア乗入用の保安装置を搭載せず、スイスおよびイタリアのみで運用されることとなった。本機は2003年に18両が発注されたほか、2005年には納期遅れのために6両がキャンセルされたRe474形の代替として3両が発注されて計21両が製造され、2005年からはスイスとイタリア間の国際列車の運行を担当するチザルピーノに6両がリースされて国際旅客列車の牽引にも使用されている。本機は、Bo'Bo'の車軸配置およびVVVFインバータ制御による27パーミルで650tの列車を牽引可能な最大300kNの牽引力と、イタリア、スイスのそれぞれに対応した各種装備を持ち、車体、機械部分、台車、電機部分、主電動機の製造はすべてボンバルディア・トランスポーテーションが担当している。
なお、並行して導入されたRe482形の増備機も本機と同じ4電源兼用のTRAXX 2プラットフォームに移行したTRAXX F140AC2型のRe482.2形となっており、改造によりイタリア乗入対応とすることも可能となっている。
各機体の機番、製番、製造年、使用開始年月日、チザルピーノ機番、機体名は以下の通り
- 484 001-3 - 34000 - 2004年 - 2004年12月15日
- 484 002-1 - 33998 - 2004年 - 2005年2月22日
- 484 003-9 - 34001 - 2004年 - 2005年2月21日
- 484 004-7 - 34002 - 2004年 - 2004年12月15日
- 484 005-4 - 33999 - 2004年 - 2005年7月15日
- 484 006-2 - 34003 - 2004年 - 2004年12月15日
- 484 007-0 - 34004 - 2004年 - 2004年12月15日
- 484 008-8 - 34005 - 2004年 - 2004年12月15日
- 484 009-6 - 34006 - 2004年 - 2004年12月15日
- 484 010-4 - 34007 - 2004年 - 2005年2月22日
- 484 011-2 - 34008 - 2004年 - 2005年2月28日
- 484 012-0 - 34010 - 2004年 - 2005年2月28日
- 484 013-8 - 34015 - 2004年 - 2004年12月15日 - E 484.013 SR
- 484 014-6 - 34011 - 2004年 - 2004年12月15日 - E 484.014 SR
- 484 015-3 - 34012 - 2004年 - 2005年1月12日 - E 484.015 SR
- 484 016-1 - 34009 - 2004年 - 2005年2月1日 - E 484.016 SR
- 484 017-9 - 34013 - 2004年 - 2005年2月2日 - E 484.017 SR
- 484 018-7 - 34014 - 2004年 - 2005年2月22日 - E 484.018 SR
- 484 019-5 - 34292 - 2006年 - 2007年12月20日
- 484 020-3 - 34296 - 2006年 - 2007年12月20日
- 484 021-1 - 34297 - 2006年 - 2007年12月20日 - Gottardo

## 仕様

### 車体
- TRAXXシリーズ共通のドイツ系のデザインとなっており、車体は鋼製で前後をくの字形とし、車体隅部と肩部を斜めにカットした形態である。前面は連続窓デザインの2枚窓で、その下部中央に丸型前照灯を、前面下部左右に丸型前照灯と標識灯のユニットを配置しており、側面は平滑で乗務員室窓と乗務員室扉のみが設けられている。
- Re482.1形がTRAXX 1プラットフォームを使用していたのに対して本機はTRAXX 2プラットフォームとなっており、前面が衝撃吸収構造となって車体端部の前面の前照灯部以下が垂直となり、側面も一段下がったものとなったほか、車体端部のステップが大型化され、砂箱が車体に半埋込式となり、蓋も車体側面に設けられたものとなっている。
- 屋根は3分割で取外が可能となっており、前後部分は肩部に主電動機冷却気取入口のルーバーが並び、上部にはシングルアーム式のパンタグラフが2基ずつ計4基され、中央部は1段高くなっており高圧引通線が設置されている。
- 台枠は鋼材を箱型に組んで構成されており、台車もその中にはまり込む形で装備され、前後の連結器はねじ式連結器で角型の緩衝器（バッファ）が左右、フック・リングが中央にあるタイプで、その下部に大型のスノープラウが設置されている。機器室は前後部に補機類や主電動機用送風機が、中央部には主変換装置とその冷却用送風機などが搭載され、主変圧器とブレーキ装置類は床下に搭載されている。
- 運転室は右側運転台で、デスクタイプの運転台にはワンハンドル式のマスターコントローラーが設置され、計器類はほぼ全面的に液晶モニタ化され、このモニタはETCS[11]およびGSM-R[12]からなるERTMS[13]に対応した統合表示装置とされているほか、後方確認用カメラのモニタも兼用している。
- 塗装
  - 車体塗装は青をベースとして、車体裾部をグレー、前後の車体隅・肩部と前面を赤、前面窓およびその下部を黒として前面窓下にSBBカーゴのURLが、左右前照灯間に小さく機番が入れられており、側面は左側に大きくSBBカーゴのロゴが、中央右側にかけて"SBB CFF FFS Cargo"のレタリングとマークが入り、左側乗務員室扉右下に機番が入れられている。
  - 車体広告機および他者へのリース機についてはそれぞれ独自の塗装がされることもある。
  - 屋根上機器と屋根、床下機器と台車、スカートなどはダークグレーである。
  - チザルピーノにリースされた機体はSBBカーゴ塗装をベースに側面を銀色としたもので、側面の裾部に水色のライン、中央部にチザルピーノのマークが入るものとなり、前面はURLと機番がそれぞれチザルピーノのものに変更されている。

### 走行機器
- 制御方式はIGBTを使用したMITRAC TC 3200主変換装置によるコンバータ・インバータ式で、電源方式はAC15kV16 2/3Hzとフランス国鉄のAC25kV50Hz、イタリア国鉄のDC3000VとDC1500Vで、1台の主変換装置で台車毎の2台の主電動機を制御する方式で、装置は一体化されたユニットとして車体中央部に設置され、変圧器本体は床下に搭載される。冷却方式は主変換装置のIGBTが水冷式、主変圧器がエステル樹脂による液冷式で冷媒冷却用のポンプとクーラーを装備しており、冷却風は屋根上中央部から吸入する。
- 主変圧器はアルミ筐体で主変換装置用と補機用を含めた定格容量は5400kVAとなっており、補機用出力は列車暖房用のAC1004V16 2/3Hzと補機駆動用のAC348V16 2/3Hzおよび蓄電池充電装置および機関車暖房用となっている。
- ブレーキ装置は電気ブレーキとして主変換装置による回生ブレーキを主として主に直流区間用として発電ブレーキを併用する方式とし、その他に空気ブレーキを装備する。
- 主電動機は定格出力1400kWのかご形三相誘導電動機 を4台搭載し、定格牽引力250kN、最大牽引力300kNの性能を発揮する。冷却はファンによる強制通風式で、冷却風は屋根肩部の吸気口から吸入する。
- 台車は軸距2600mm、車輪径1250mm[14]のFLEXX Power 140ボルスタレス式台車で牽引力伝達はリンク式、枕バネ、軸バネともにコイルバネとしており、基礎ブレーキ装置はディスクブレーキで、動輪にブレーキディスクを組み込んだキャリパーブレーキ方式のものを装備する。
- 貨物用で最高速度が140km/hと低いことから、主電動機はノーズサスペンド式の吊掛式に装荷されて一段減速式の駆動装置で動輪に伝達される方式となっている。
- そのほか、パンタグラフはシングルアーム式で、スイス国内用[15]に最大幅1450mmのカーボン摺板を装備したTyp DSA200.07およびイタリア国内用に最大幅1450mmの摺板を装備したTyp DSA200系統のもの、主開閉器として真空遮断器を搭載している。補助電源装置はインバータ・コンバータ式で、直流区間ではインバータで交流化された電源を使用し主電動機送風機と制御装置送風機2台ずつ、スクリュー式電動空気圧縮機1台、運転室用空調装置2台、主変換装置用の電動送風機4台と冷媒循環ポンプ2台、補助電源装置の電動送風機2台、主変圧器用の冷媒循環ポンプ2台を駆動する。
- 保安装置として、スイス国内用のIntegraおよびZUB262のほか、イタリア国内用のRS 4/9 Codiciを搭載していたが、2006年より、ETCS level 2およびSCMT[16] の追設工事を実施しており、2007年に増備された019号機以降は製造時よりこれらを搭載している。また、重連総括制御装置としてZMSを搭載しており、スイス国鉄のRe420形およびRe620形とも重連総括制御が可能である。
- 本機はスイス国内用として”スイス・パック[17]”と呼ばれる装備セットを搭載している。なおこの装備はスイス国鉄のRe482形やDBシェンカーの185形や企業所有機のうちのスイス乗入対応機が同様に搭載している。内容は以下の通り。
  - スイス国内用集電装置および誤上昇防止機能
  - 従来のスイス用機関車に装備されていたバックミラーの代わりとなる後方監視用カメラを各運転台左右後方用計4基
  - スイス国内用保安装置
  - 正面前照灯、標識灯のスイス国内対応
  - スイス国内用の保安工具等

### 主要諸元
- 軌間：1435mm
- 電気方式：AC15kV 16.7Hz、DC3000V架空線式（AC25kV50HzおよびDC1500Vも使用可能）
- 最大寸法：全長18900mm
- 軸配置：Bo'Bo'
- 軸距：2600mm
- 自重：85.9t
- 走行装置
  - 主制御装置：IGBT使用のVVVFインバータ制御
  - 主電動機：かご形三相誘導電動機×4台（1時間定格出力：計5600kW[18]）
- 牽引力
  - 牽引力：300kN（最大出力）
  - 牽引トン数：1600t（12パーミル）、650t（27パーミル）
- 最高速度：140km/h
- ブレーキ装置：回生ブレーキ、発電ブレーキ、空気ブレーキ
- 保安装置
  - スイス：Integra、ZUB262、ETCS level 2
  - イタリア：SCMT、RS 4/9 Codici

## 運行

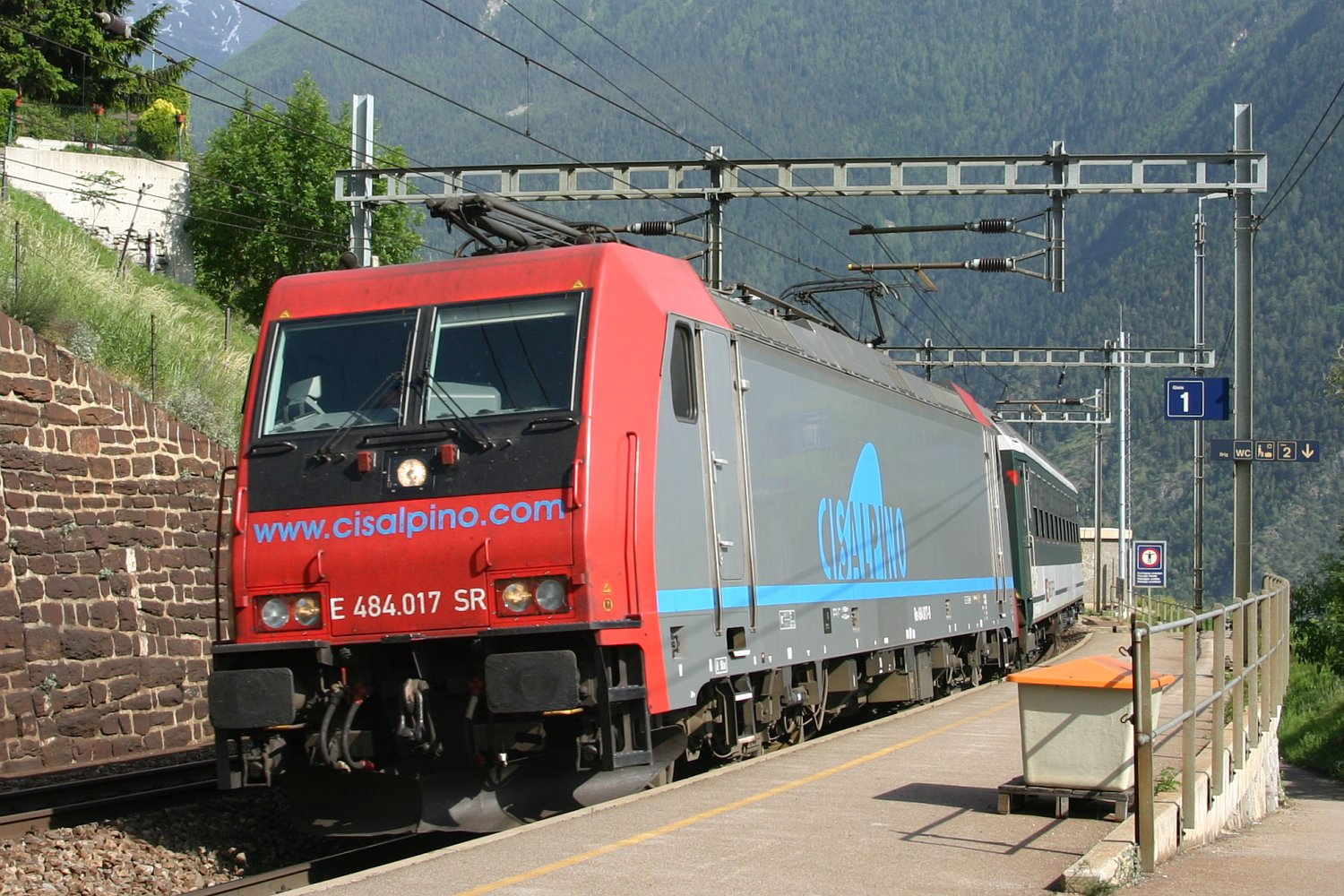
チザルピーノがリースしているRe484 017号機

- 本機は製造後全機ゴッタルド峠の南側のベリンツォーナに配置されて順次運用に入りゴッタルド鉄道トンネルを通るゴッタルドルートでの貨物列車の牽引に使用され、主にイタリアのガッララーテまで運用されるほか、スイスのチアッソからイタリアのデージオの間などでも使用されている。
- 本機はTRAXXシリーズ初の4電源機であるため、試運転期間中に005号機が2005年の5月から6月にかけてドイツからオランダまで乗り入れて走行試験を行っている。また、2004年には004号機がベルリンで開催されたイノトランスに出品されている。
- 021号機はゴッタルドルートの125周年を記念して"Gottardo"と機体名がつけられている。
- 27パーミル区間では単機では最大650t、重連では1300tを牽引しているが、それ以上の重量の列車はRe620形とRe420形の重連などの従来機が牽引している。なお、90両がゴッタルドルート用に製造されて貨物列車の牽引に使用されていたRe460形は現在では全機旅客会社の所属となっている。
- 本機は最高速度が140km/hと低いものの、国境での機関車交換の手間が省けることから、2005年8月にはスイスとイタリア間の国際列車の運行を担当するチザルピーノにリースされ、バーゼル、ベルンおよびジュネーヴからミラノ間のインターシティの牽引に使用されることとなった。013-018号機の6両がチザルピーノ塗装とされてBLS AG路線を通るレッチュベルクルートやシンプロンルートで使用されており、当初2007年までのリースの予定であったが、本機の代替となる予定のチザルピーノの新しい第4世代のペンドリーノであるETR610形電車の導入が遅れたため、SBBカーゴへの返却が遅れることとなった。